# Kada Delić
Kada Delić, född 10 juli 1965, är en friidrottare från Bosnien och Hercegovina. Hon deltog vid olympiska sommarspelen 1992 och olympiska sommarspelen 1996.